# Halodule emarginata
Halodule emarginata är en enhjärtbladig växtart som beskrevs av Cornelis den Hartog. Halodule emarginata ingår i släktet Halodule och familjen Cymodoceaceae. IUCN kategoriserar arten globalt som otillräckligt studerad. Inga underarter finns listade.